# Thiago Martins (álbum)
Thiago Martins é o álbum de estreia do cantor e ator brasileiro Thiago Martins. Foi lançado no dia 26 de julho de 2014 através da Coqueiro Verde Records. Seu pré-lançamento no dia 30 de maio de 2014. E em 27 de agosto de 2014 no iTunes.

## Antecedentes
Thiago Martins, conhecido pelo grande público por seus trabalhos na televisão e no cinema e pela passagem nas bandas cariocas "Guerreiros de Jorge" e "Trio Ternura", lança seu primeiro disco com um repertório repleto de hip hop bem brasileiro.
O artista, que fez parte do grupo Nós do Morro, projeto social feito com moradores da comunidade do Vidigal, no Rio de Janeiro, começou ali sua carreira de ator e cantor, "Eu comecei a atuar cantando, e comecei a cantar atuando nos palcos. Na verdade o meu braço direito é a atuação e o meu braço esquerdo é a música e ela não pode faltar na minha vida".
As músicas são marcadas por um hip hop brasileiro, com pitadas de samba-rock e outros estilos musicais. Além de sua primeira música de trabalho, intitulada "Tira Minha Paz", o disco conta ainda com a participação especial de Ivete Sangalo que divide os vocais com Thiago na romântica faixa "Reprise".
Perto de lançar seu primeiro álbum solo, Thiago Martins diz que a namorada e atriz, Paloma Barnardi, é sua inspiração. "Ela é minha musa, foi muito importante para tudo isso dar certo. É uma grande mulher, que me atura com minhas músicas altas, querendo conversar sobre as letras, que me vê acordar de madrugada para escrever alguma coisa", declarou à revista Época sobre a faixa "Do Outro Lado do Mundo".

## Arte da Capa
A capa do CD é o rosto de Thiago Martins todo formado com 60 fotos de seus fãs, enviadas pelos mesmos.

## Singles
O primeiro single, Tira Minha Paz foi lançado no canal oficial no YouTube de Thiago com "Lyric vídeo" em 23 de fevereiro de 2014. Um dia antes do lançamento, Thiago Martins divulgou a música no programa Caldeirão do Huck.
O segundo single de trabalho, intitulado Reprise com a participação de Ivete Sangalo, foi lançado em 18 de dezembro de 2015, no canal Vevo oficial de Thiago, com um videoclipe em animação, contendo mais de 144 mil visualizações no YouTube.

## Vídeos Promocionais
A canção Adeus foi lançada como single-promocional, com um videoclipe, em 2 de julho de 2013. A letra foi composta por ele em parceria com seu amigo, Mika, depois que quase perde seu irmão, vítima de bala perdida, no morro do Vidigal, Zona Sul do Rio de Janeiro, onde viveu toda a vida. A música Por Onde Estará foi lançada como segundo single-promocional em 24 de julho de 2013, também com um videoclipe no canal oficial de Thiago. A faixa Voo Livre também foi lançada no canal oficial de Thiago com "WebClipe" em estúdio, em 26 de novembro de 2014. Vídeos em estúdio das canções Por Esse Ângulo, Falso Alarme, Diamante e Do Outro Lado do Mundo também foram disponibilizadas no canal oficial do YouTube como singles-promocionais do álbum. Além dos vídeos das músicas de versões covers Á Francesa (Cláudio Zoli), Céu Azul (Charlie Brown Jr.) e Céu Azul (Charlie Brown Jr.).

## Faixas
| N.º | Título                          | Duração |  |
| 1.  | "Reprise (part. Ivete Sangalo)" | 4:16    |  |
| 2.  | "Tira Minha Paz"                | 2:54    |  |
| 3.  | "Voo Livre"                     | 3:05    |  |
| 4.  | "Diamante"                      | 3:25    |  |
| 5.  | "Nega de Angola"                | 3:56    |  |
| 6.  | "Passinho"                      | 3:42    |  |
| 7.  | "Por Esse Ângulo"               | 3:51    |  |
| 8.  | "Falso Alarme"                  | 2:46    |  |
| 9.  | "Adeus"                         | 3:30    |  |
| 10. | "Não, Não, Não"                 | 5:03    |  |
| 11. | "Ô Sorte"                       | 3:39    |  |
| 12. | "Por Onde Andará"               | 4:27    |  |
| 13. | "Valor"                         | 3:53    |  |
| 14. | "Escondidinho"                  | 4:21    |  |
| 15. | "Do Outro Lado do Mundo"        | 3:47    |  |

## Histórico de lançamento
O álbum Thiago Martins foi lançado no dia 26 de julho de 2014 através da Coqueiro Verde Records. Seu pré-lançamento no dia 30 de maio de 2014. E em 27 de agosto de 2014 no iTunes.
| País           | Data                 | Formato                  | Gravadora              |
| -------------- | -------------------- | ------------------------ | ---------------------- |
| Brasil         | 26 de julho de 2014  | CD                       | Coqueiro Verde Records |
| Brasil         | 27 de agosto de 2014 | iTunes, Download digital | Coqueiro Verde Records |
| Estados Unidos | 27 de julho de 2014  | CD, Download digital     | Coqueiro Verde Records |